# Calle 8–NYU (línea Broadway)
La Calle 8 es una estación en la línea Broadway del Metro de Nueva York de la B del Brooklyn–Manhattan Transit Corporation. La estación se encuentra localizada en Greenwich Village, Manhattan entre la Calle 8 y Broadway. La estación es servida en varios horarios por los trenes del Servicio ,  y .